# Loch Achray
Loch Achray ist ein kleiner Süßwassersee am südlichen Rand der schottischen Highlands. Er liegt elf Kilometer westlich von Callander in der Council Area Stirling zwischen Loch Katrine und Loch Venachar im Loch Lomond and the Trossachs National Park. 
Loch Achray ist mit dem Auto über die A821 sehr gut von Osten und von Süden aus zu erreichen. Da die Straße nicht direkt am Ufer verläuft, schadet sie dem malerischen Aussehen des Sees kaum. Dörfer oder andere Ansiedlungen direkt am See gibt es keine, lediglich das Loch Archay Hotel befindet sich etwa 300 m vom Westufer entfernt.
Mit einer durchschnittlichen Tiefe von nur elf Metern ist Loch Achray im Vergleich zu anderen schottischen Seen sehr flach. Die Südseite von Loch Achray ist fast vollständig bewaldet. Der See ist wegen seiner malerischen Lage zwischen Ben Venue und Ben Ledi ein beliebtes Ausflugsziel für Touristen und Hobbyfotografen. Angler kommen vor allem wegen der zahlreichen Bachforellen.